# Erotomani
Erotomani eller Clerambaults Syndrom er en opfattelsesforstyrrelse, hvor personen har en vrangforestilling om, at en anden person, typisk en kendt person, er forelsket i den pågældende. 
Forstyrrelsen kan betyde, at personen, der lider af den, opfatter hemmelige tegn fra sit offer og kan i ekstreme tilfælde udvikle sig til en psykose, der får personen til at opsøge offeret.
Mange kendte personer har været udsat for erotomaner: bl.a. blev en mandlig beundrer af Madonna fængslet og tvunget til en behandlingsdom, efter at han flere gange var brudt ind i hendes hus, fordi han mente, de var gift. Desuden har Michael Jackson skrevet Billie Jean om netop en kvindelig erotoman, der mente, at de var kærester, og at hendes 2 (hvide) børn var hans.
Mordforsøget på Ronald Reagan af John Hinckley, Jr. blev forklaret med, at attentatmanden var drevet af den illusion, at drabet på præsidenten ville få skuespilleren Jodie Foster til offentligt at erklære Hinckley sin kærlighed.
Den franske film Elsker – elsker ikke (fransk: À la folie... Pas du tout), der har Audrey Tautou i hovedrollen skildrer en sådan erotomans liv.
Syndromet er mest udtalt hos kvinder, men er oftest at finde hos enlige mænd eller kvinder, der lever et tilbagetrukket liv. Kvindelige erotomaner udvælger oftest deres offer blandt læger, psykologer, pædagoger og lignende, som de har haft professionel kontakt med.
En erotoman må ikke forveksles med en sexoman, der tænder på jagten på en sexpartner, men ikke på selve sexakten eller en nymfoman, der tænder på selve sexakten.